# Lijst van afleveringen van SpongeBob SquarePants (seizoen 4)
Dit is een lijst van afleveringen van seizoen 4 van SpongeBob SquarePants. Dit seizoen telt 20 afleveringen. De eerste aflevering van dit seizoen werd op 6 mei 2005 in de Verenigde Staten uitgezonden.
| Aflevering (seizoen) | Aflevering (serie) | Eerst uitgezonden in VS | Titel                                                                             | Beschrijving |
| -------------------- | ------------------ | ----------------------- | --------------------------------------------------------------------------------- | --- |
| 1                    | 61                 | 6 mei 2005              | Fear of a Krabby Patty (Krabburgerfobie)                                          | Plankton bestelt anoniem 10 000 krabburgers. SpongeBob moet ze gaan maken. Maar het zijn er zoveel, dat SpongeBob bang wordt voor de krabburgers. SpongeBob gaat in 'therapie' bij Plankton. Plankton hoopt dat SpongeBob hem het geheime recept geeft, maar dat lukt niet. SpongeBob komt over zijn angst heen en gaat weer helemaal gezond terug naar de Krokante Krab. |
| 1                    | 61                 | 6 mei 2005              | Shell of a Man (Kruip in de huid van...)                                          | Meneer Krabs gaat naar een reünie, maar hij verliest zijn schelp. Hij durft niet te gaan en laat SpongeBob in zijn schelp gaan. Op de reünie gaat het goed, totdat SpongeBob moet gaan vechten met een van de oude maatjes van meneer Krabs. De schelp breekt en ze komen erachter dat het niet meneer Krabs is die in die schelp zat. Meneer Krabs vertelt uiteindelijk de waarheid, maar tot grote verbazing van hem en SpongeBob hebben alle andere aanwezigen bij de reünie ook zo hun eigen geheimpjes. |
| 2                    | 62                 | 13 mei 2005             | The Lost Mattress (Het verdwenen matras)                                          | Meneer Krabs kan niet meer slapen op zijn eigen matras, omdat die ontzettend hard is geworden. SpongeBob besluit om samen met Patrick een nieuw matras te kopen. Het blijkt echter dat meneer Krabs daar al zijn geld in bewaart en SpongeBob, Octo en Patrick gaan naar de vuilnisbelt om de matras terug te halen. Er is daar wel een probleempje: er zit een gevaarlijke bewaakworm. |
| 2                    | 62                 | 13 mei 2005             | Krabs vs. Plankton (Krabs versus Plankton)                                        | Plankton gaat op een dag naar de Krokante Krab en hij glijdt uit over een natte vloer. Er stond geen bordje bij en Plankton klaagt meneer Krabs aan. Meneer Krabs huurt een dure advocaat in. De advocaat glijdt echter zelf ook uit over de natte vloer en het verdedigen van meneer Krabs wordt overgelaten aan SpongeBob. |
| 3                    | 63                 | 11 november 2005        | Have You Seen This Snail?/Where's Gary? (Heb je deze slak gezien?)                | SpongeBob heeft een nieuwe peddelbalset, en neemt de "Vuile Bubbel uitdaging" aan, wat betekent dat hij de bal miljarden keren achter elkaar moet laten stuiteren. Geobsedeerd door de gedachte dat hij het record moet verbreken, vergeet hij om Gerrit eten te geven, zodat hij wegloopt. Terwijl SpongeBob en Patrick de slak proberen te vinden, belandt Gerrit bij een oude vrouw, die hem de naam Miss Tuffy geeft, vernoemd naar een van haar vroegere slakken. De vrouw lijkt vriendelijk, ze verzorgt Gerrit goed, maar Gerrit ontdekt dat de vrouw een slechte geschiedenis heeft met slakken. - Een deel van deze aflevering is te zien in de film uit 2007 Alvin and the Chipmunks. |
| 4                    | 64                 | 20 mei 2005             | Skill Crane (De grijpbak)                                                         | Meneer Krabs plaatst een grijpbak in de Krokante Krab. Elke keer dat SpongeBob een muntje in de machine gooit, wint hij iets terwijl Octo elke keer verliest. Octo doet al zijn geld in de machine, inclusief zijn huis om te proberen om iets te winnen. Als SpongeBob de truc vertelt om te winnen, wint Octo eindelijk iets, een haarloze teddybeer. Maar hij draait door, zodat hij natuurlijk weer in de problemen komt. |
| 4                    | 64                 | 20 mei 2005             | Good Neighbors (Goede buren)                                                      | Het is zondag, en Octo wil niets meer dan relaxen. Hij heeft een predicure gepland voor later in de middag, maar SpongeBob en Patrick verpesten weer zijn zondag. Als Octo dan in het ziekenhuis wordt opgenomen met de gedachte dat hij ziek is, nemen SpongeBob en Patrick die predicure, waardoor Octo een nieuw veiligheidssysteem in zijn huis laat installeren. Maar deze werkt te goed waardoor Octo's huis verandert in een robot die heel Bikinibroek verwoest. |
| 5                    | 65                 | 23 september 2005       | Selling Out (De overname)                                                         | Meneer Krabs verkoopt de Krokante Krab. Als het nieuwe management het overneemt, wordt het restaurant omgedoopt tot "Krabby O' Mondays", een restaurant met een sportthema. Meneer Krabs gaat daar dan werken en vindt de Krokante Krab geruïneerd. Hij gooit iedereen eruit en krijgt de Krokante Krab terug. |
| 5                    | 65                 | 30 september 2005       | Funny Pants (De lachklier)                                                        | Octo krijgt enorme migraine van SpongeBobs onophoudelijke gelach, dus waarschuwt hij dat SpongeBob nooit meer zal lachen als hij niet stopt. SpongeBob denkt dat hij zijn lach echt kwijt is, en huilt de hele tijd. Octo wordt er ziek van en vertelt SpongeBob de waarheid en blaast zijn lachklier uit terwijl hij lacht om zijn eigen grap. SpongeBob geeft de helft van zijn lachklier aan Octo en Octo lacht nu net als SpongeBob. |
| 6                    | 66                 | 20 februari 2006        | Dunces and Dragons/Lost in Time (Ridder SpongeBob en de draak)                    | Na een ongeluk reizen SpongeBob en Patrick terug in de tijd om het middeleeuws Bikinibroek te redden. |
| 7                    | 67                 | 14 oktober 2005         | Enemy In-Law (De aangetrouwde vijand)                                             | Plankton ziet meneer Krabs' moeder op een dag en wordt verliefd op haar. Plankton probeert haar te laten zien dat hij van haar houdt, maar dit lukt niet. Uiteindelijk vraagt hij haar uit voor een date. Meneer Krabs wordt boos op Plankton, omdat hij denkt dat dit weer een van Planktons plannen is om het geheime recept van de Krabburger te stelen. De volgende dag vraagt Plankton aan moeder Krabs om te trouwen. Ze zegt nee, en Plankton vraagt voor de geheime formule en moeder Krabs wijst hem af. |
| 7                    | 67                 | 7 oktober 2005          | Mermaid Man and Barnacle Boy VI: The Motion Picture (Meerminman & Mosseljongen 6) | De lokale filmstudio produceert een film over SpongeBobs favoriete superheld. SpongeBob en Patrick denken dat het verkeerd is omdat ze acteurs gebruiken en proberen hun eigen film te maken. Na vele dagen van hard werk, vertonen SpongeBob en Patrick hun film in de Krokante Krab. |
| 8                    | 68                 | 21 oktober 2005         | Patrick SmartPants (Patrick betweter)                                             | Nadat hij van een afgrond is gevallen, wordt Patrick heel slim. SpongeBob probeert om Patrick weer zijn vriend te laten zijn, maar hij vindt SpongeBob kinderachtig. Maar Patrick wil SpongeBobs vriend zijn, dus springt hij nog een keer van de afgrond, en hij en SpongeBob vinden uit dat hij in een hersenkoraalveld landde. Patrick krijgt zijn eigen hoofd terug en wordt weer normaal. Aan het einde vinden ze uit dat Patricks originele hoofd hersenkoraal was, en zijn echte hoofd (die hem slim maakte) jaren geleden in het hersenkoraalveld landde. Niemand heeft ooit uitgevonden waar. |
| 8                    | 68                 | 4 november 2005         | SquidBob TentaclePants (OctBob TentakelPants)                                     | SpongeBob en Octo komen door elkaar te zitten nadat ze in Sandy’s nieuwe uitvinding stapten. Ze zitten zo in elkaar dat meneer Krabs vertelt dat zij niet in de Krokante Krab kunnen werken totdat ze weer normaal zijn. Tijdens Octo’s klarinetconcert, valt hun cape af en iedereen verbaast zich hoe zij door elkaar zitten, maar Sandy verpest het moment omdat zij hen weer terugbrengt naar hun normale vorm. |
| 9                    | 69                 | 1 april 2006            | Krusty Towers (Krokante Toren)                                                    | SpongeBob en Octo gaan op een dag naar de Krokante Krab en zien dat het nu een hotel is, genaamd de Krokante Toren, waar de spreuk is “Wij weigeren nooit een gast, ook al is het nog zo’n rare kwast.” Octo stopt door de eerste gast van het hotel (Patrick) die hem domme dingen laat doen. Octo verblijft in het hotel en maakt misbruik van de spreuk. Aan het einde wil Octo een zwembad in zijn kamer, maar die is te zwaar en verwoest het hotel. - Deze aflevering stond op nummer 1 tijdens de SpongeBob Top 100 editie 2008. |
| 9                    | 69                 | 1 april 2006            | Mrs. Puff, You’re Fired (Juf Puff, u bent ontslagen)                              | Mevrouw Puff wordt ontslagen omdat SpongeBob “meer dan een miljoen keer” voor zijn rijexamen is gezakt. Dan komt er een nieuwe leraar en hij is zeer streng. Hij geeft SpongeBob goed les totdat hij echt moet rijden. Maar door de strenge regels van de nieuwe leraar kan SpongeBob alleen rijden als hij is geblinddoekt. Hij rijdt door de hele stad en breekt alles. Sinds de beste leraar SpongeBob niet kan lesgeven, geeft mevrouw Puff weer les. |
| 10                   | 70                 | 5 mei 2006              | Chimps Ahoy (Broodje aap)                                                         | Sandy’s bazen (3 intelligente apen) zijn aan het denken over haar terugkeer naar Texas tenzij zij iets nuttigs uitvindt. Niet wachtend tot haar vertrek, willen SpongeBob en Patrick helpen. Ze produceren een hinderlijke uitvinding die verschillende verzorgende taken doet, maar het werkt niet goed. Dan pelt een van Sandy’s mislukte uitvindingen, een notenkraker, een banaan. De apen worden vrolijk en bieden Sandy een contract aan voor nog 20 jaar. |
| 10                   | 70                 | 5 mei 2006              | Ghost Host (Spook te gast)                                                        | Het schip van de Vliegende Hollander breekt, dus gaat hij bij SpongeBob wonen. Hij denkt dat hij niemand bang kan maken. Hij probeert om Octo bang te maken, die niet in geesten gelooft, en het lukt hem, en is het vertrouwen van de Hollander hersteld. |
| 11                   | 71                 | 12 mei 2006             | Whale of a Birthday (Een kanon van een verjaardag)                                | Parel wil een geweldig verjaardagsfeest, maar meneer Krabs is te gierig om een succesvol feestje te organiseren. Meneer Krabs stuurt SpongeBob naar de supermarkt om cadeaus te kopen met zijn creditcard. Als SpongeBob terugkomt met cadeaus die veel geld kostten, wordt meneer Krabs gek, maar Parel houdt van hem. |
| 11                   | 71                 | 12 mei 2006             | Karate Island (Karate eiland)                                                     | SpongeBob krijgt een uitnodiging naar Karate Eiland zodat hij kan worden gekroond tot “Koning Karate”. Sandy beslist om samen met hem naar het eiland te gaan. SpongeBob wordt gevangen door een man genaamd Meester Udon en Sandy moet hem gaan redden. Als ze dan aankomt bij SpongeBob, vindt ze uit dat ze probeerden om hem een vakantiehuisje te laten kopen. SpongeBob zegt nee tegen het offer en gaat naar huis. De laatste scene laat Octo zien die aankomt op het eiland om tot “Koning Klarinet” gekroond te worden. - Deze aflevering werd uitgezonden in memoriam van de Aziatisch-Amerikaanse acteur Pat Morita, die de stem insprak van Meester Udon. |
| 12                   | 72                 | 2 juni 2006             | All That Glitters (Het is niet enkel goud dat blinkt)                             | SpongeBob moet een Monsterkrabburger maken, maar wanneer hij dit probeert, breekt zijn spatel (genaamd Spaat). SpongeBob voelt zich verstoord, totdat hij een nieuwe spatel koopt, genaamd Le Spatula. Hij heeft hier al zijn geld aan uitgegeven en vijf spaarvarkens, inclusief Gerrits diamant, zijn huis en zijn broek, dus moet hij de hele tijd naakt over straat lopen. Le Spatula rent weg omdat hij de Krabburger niet wil koken. Nu realiseert SpongeBob zich dat hij Spaats loyaliteit heeft verraden, en dat het het niet waard was om alles te verkopen. Hij probeert zich te excuseren aan Spaat, maar hij accepteert het niet en SpongeBob huilt tot op zijn werk, waar hij weer gaat werken als Spaat het hem vergeeft. Nu moet hij nog een Monsterkrabburger maken, maar nu vallen zijn armen er af. |
| 12                   | 72                 | 2 juni 2006             | Wishing You Well (Doe een wens)                                                   | Meneer Krabs installeert een wensput achter de Krokante Krab en wil dat SpongeBob er in gaat zitten om het geld op te halen. Patrick valt er ook in en, met niets anders te doen, gaan ze verder graven totdat ze de “magie” hebben gevonden die alle wensen uit laat komen. Octo valt er ook in, en als hij eruit wordt geduwd en hij wenst dat hij ver weg van SpongeBob is, wordt hij aangereden door een bus die naar “Heel Heel Ver Weg” gaat. SpongeBob probeert om meneer Krabs te vertellen dat wat zojuist gebeurde magie was, maar hij wil hem niet geloven. Meneer Krabs speelt het spelletje mee en wenst dat hij wordt geserveerd met wat boter, en het gebeurt echt. |
| 13                   | 73                 | 22 september 2006       | New Leaf (Een nieuwe weg)                                                         | Meneer Krabs ontdekt dat Plankton de Maatemmer heeft veranderd in een souvenirwinkel en maakt zich zorgen dat Plankton iets wil doen. Meneer Krabs brengt tijd door met Plankton en vindt uit dat hij echt is veranderd. Meneer Krabs geeft het geheime recept aan Plankton, maar daarna keert Plankton terug naar zichzelf. Maar meneer Krabs gaf Plankton eigenlijk een papier waar op stond “Gefopt! Liefs, Krabs.” |
| 13                   | 73                 | 29 september 2006       | Once Bitten (De gekke slakkenziekte)                                              | Op een dag bijt Gerrit Octo en Patrick zegt dat hij ziek is en dat hij gek zal worden. Gerrit gaat de stad rond en bijt iedereen en ze denken dat ze ziek zullen worden. Dan komt er een dokter en vertelt hen dat Gerrit alleen een splinter had en dat hij daardoor streste en iedereen beet. |
| 14                   | 74                 | 13 oktober 2006         | Bummer Vacation (Mislukte vakantie)                                               | Meneer Krabs zegt dat SpongeBob vakantie moet nemen, of de Krokante Krab wordt gesloten. SpongeBob kan de Krokante Krab niet verlaten, dus brengt meneer Krabs hem ver van de Krokante Krab vandaan. Op zijn terugweg naar huis denkt SpongeBob dat hij wordt ontslagen, dus vraagt hij Patrick (die dan SpongeBobs baan overneemt) om thuis te blijven zodat hij terug kan gaan naar zijn werk. Dan is SpongeBobs vakantie voorbij en gaat weer werken. |
| 14                   | 74                 | 17 november 2006        | Wigstruck (Als door een pruik getroffen)                                          | SpongeBob loopt over straat en een rare pruik waait op zijn hoofd. SpongeBob hindert iedereen met zijn nieuwe pruik dus Sandy zegt dat hij zijn pruik weg moet laten waaien naar een andere persoon. De pruik raakt dan een bandlid van de beroemde band “Ned and the Needlefish” (waarvan de pruik eigenlijk kwam, en hij moet haar hebben of hij is ontslagen), en de pruik wordt cool. |
| 15                   | 75                 | 6 oktober 2006          | Squidtastic Voyage (De operatie)                                                  | SpongeBob en Patrick hinderen Octo als hij klarinet speelt zodat het mondstuk vast komt te zitten in zijn keel. SpongeBob en Patrick gaan dan Octo’s lichaam in om het mondstuk terug te krijgen met Sandy’s krimpmachine-onderzeeër. Als ze dan het mondstuk terugkrijgen, snijdt SpongeBob het in tweeën zodat Octo het uit kan spugen. Patrick maakt de onderzeeër weer groot in Octo’s lichaam en de verwoesting volgt de volgende dag. (“Patrick, boer niet in mijn lichaam, dat is ranzig!”) |
| 15                   | 75                 | 25 november 2006        | That’s No Lady (Patricia)                                                         | Patrick denkt dat hij in gevaar is, dus verkleedt SpongeBob hem als een meisje. Veel stedelingen denken dat Patrick echt een meisje is en meneer Krabs en Octo vragen “haar” mee uit. Als SpongeBob Patricks naam luid zegt, worden meneer Krabs en Octo verbaasd. De persoon waar Patrick bang voor is komt in de Krokante Krab. Patrick vindt dan uit dat “de enge man” alleen probeerde om hem een folder wilde verkopen. |
| 16                   | 76                 | 15 januari 2007         | The Thing (Stinkie)                                                               | Octo is op een dag aan het fietsen en wordt ondergespoten door cement. SpongeBob en Patrick vinden hem en houden hem als huisdier. Octo ontsnapt uit SpongeBobs huis, maar de politie vangt hem en brengt Octo naar de dierentuin. SpongeBob en Patrick helpen Octo om uit te breken en nemen hem mee naar een klarinetconcert met andere “Stinkies”, waar het cement breekt en teruggaat naar zijn octopusvorm. |
| 16                   | 76                 | 15 januari 2007         | Hocus Pocus (Hocus Pocus)                                                         | SpongeBob koopt een magieset en gaat toveren. Hij denkt dat hij Octo in een pistache-ijsje heeft veranderd, en hij kan hem niet terugveranderen. Hij gaat naar de man die de magieset heeft gemaakt, maar hij is nep. De echte Octo komt terug en gooit het ijsje weg. Dan zegt Patrick dat hij SpongeBob in een mayonaisepot wil veranderen, en dat doet hij ook. |
| 17                   | 77                 | 19 februari 2007        | Driven to Tears (Tranen met tuitenwissers)                                        | SpongeBob zakt "alweer" voor zijn rijexamen. Denkend dat het makkelijk is, wil Patrick het ook gaan doen, en hij haalt de perfecte score. Als hij zijn rijbewijs krijgt, wordt hem verteld dat hij de miljoenste inwoner van Bikinibroek is die slaagt voor zijn examen en wint een gratis boot. Hij wordt SpongeBobs persoonlijke chauffeur. Hun vriendschap wordt op de proef gesteld als SpongeBob jaloers wordt, maar het helpt niet en Patrick wrijft zijn rijbewijs in SpongeBobs gezicht elke kans die hij krijgt, en hij noemt zichzelf een “rijdend genie”. Patrick blijkt een "zeer slechte" rijder te zijn, die alle muren breekt, U-bochten maakt en verkeerslichten negeert. |
| 17                   | 77                 | 19 februari 2007        | Rule of the Dumb (Koning domheid)                                                 | Een boekhouder ontdekt het schokkende geheim dat Patrick afstamt van een koning, en dat hij koning is van Bikinibroek. Met SpongeBob als zijn loyale hulp, bestijgt Patrick de troon, maar hij misbruikt zijn kracht als hij iedereen in de stad eist om hem te eren. |
| 18                   | 78                 | 31 maart 2007           | Born to be Wild (De Bikinibroek uitlaatgasten)                                    | SpongeBob ontdekt dat er een motorbende genaamd De Wilde Jongens de rust in Bikinibroek gaat verstoren. Hij en Patrick proberen zich te verkleden als enge motorrijders, zodat ze de Wilde Jongens weg kunnen jagen. Maar wanneer ze komen blijken ze de Milde Jongens te heten, niet de Wilde Jongens. |
| 18                   | 78                 | 31 maart 2007           | Best Frenemies (Vriend en vijand)                                                 | Meneer Krabs en Plankton moeten samenwerken om het geheim uit te vinden van een nieuw drankje. Plankton wordt boos op meneer Krabs omdat hij al het werk moet doen. Plankton laat meneer Krabs het drankje kopen en ze veranderen in zeewiermonsters, net als iedereen die het ook dronk, inclusief SpongeBob. |
| 19                   | 79                 | 19 februari 2007        | The Pink Purloiner (De roze kruimeldief)                                          | SpongeBob wil kwallenvissen maar kan zijn net niet vinden. Hij gaat naar Patrick en begint te denken dat hij zijn kwallenvisnet heeft gestolen. Uiteindelijk vindt hij zijn net en verontschuldigt Patrick voor wat hij heeft gedaan, en Patrick vergeeft hem. |
| 19                   | 79                 | 24 juli 2007            | Squid Wood (Mini Octo)                                                            | Octo weigert opnieuw om met SpongeBob te spelen, dus hij maakt een replica van Octo. Octo lijkt een beetje op de mini Octo totdat het begint met alle dingen die Octo in zijn leven wilde doen. Een man komt om mini Octo mee te nemen en een ster te maken. SpongeBob voelt zich nu alleen en maakt een valse SpongeBob en Octo voelt zich nog meer geplaagd. - De mini Octo maakte ook een korte verschijning in de finale van seizoen 1, "Het Papier". |
| 20                   | 80                 | 10 november 2006        | The Best Day Ever (De beste dag ooit)                                             | SpongeBob denkt dat hij zijn beste dag ooit zal beleven en zijn dag start met lopen naar de Krokante Krab. De Krokante Krab is gesloten, dus gaat hij naar Sandy's huis. Sandy's huis lekt, dus kan zij geen karate doen met SpongeBob. Hij gaat naar de kwallenvisvelden met Patrick, maar Patrick breekt zijn net en moet die van SpongeBob lenen. SpongeBob eindigt de dag met naar Octo's klarinetoverweging. SpongeBob vergeet zijn ticket en krijgt er uiteindelijk een aan het eind van de show. Octo en de rest vinden dat SpongeBob triest is en zij doen een andere show voor hem. - Het lied uit deze aflevering is de titelsong van het SpongeBob SquarePants: The Best Day Ever album. |
| 20                   | 80                 | 19 februari 2007        | The Gift of Gum (De gift van gom)                                                 | Het is Beste Vrienden Dag, en Patrick geeft SpongeBob een groot stuk gum. SpongeBob denkt dat het smerig is en probeert ervanaf te komen. Elke keer dat hij het stuk gum probeert weg te gooien, vangt Patrick het op. Op een dag plakt de gum op iedereen en Patrick moet hem opeten om ervanaf te komen. SpongeBob vertelt Patrick dat hij van de gum af wil, waarop Patrick zegt dat hij zich niet slecht voelt. |